# Bombardier Talent

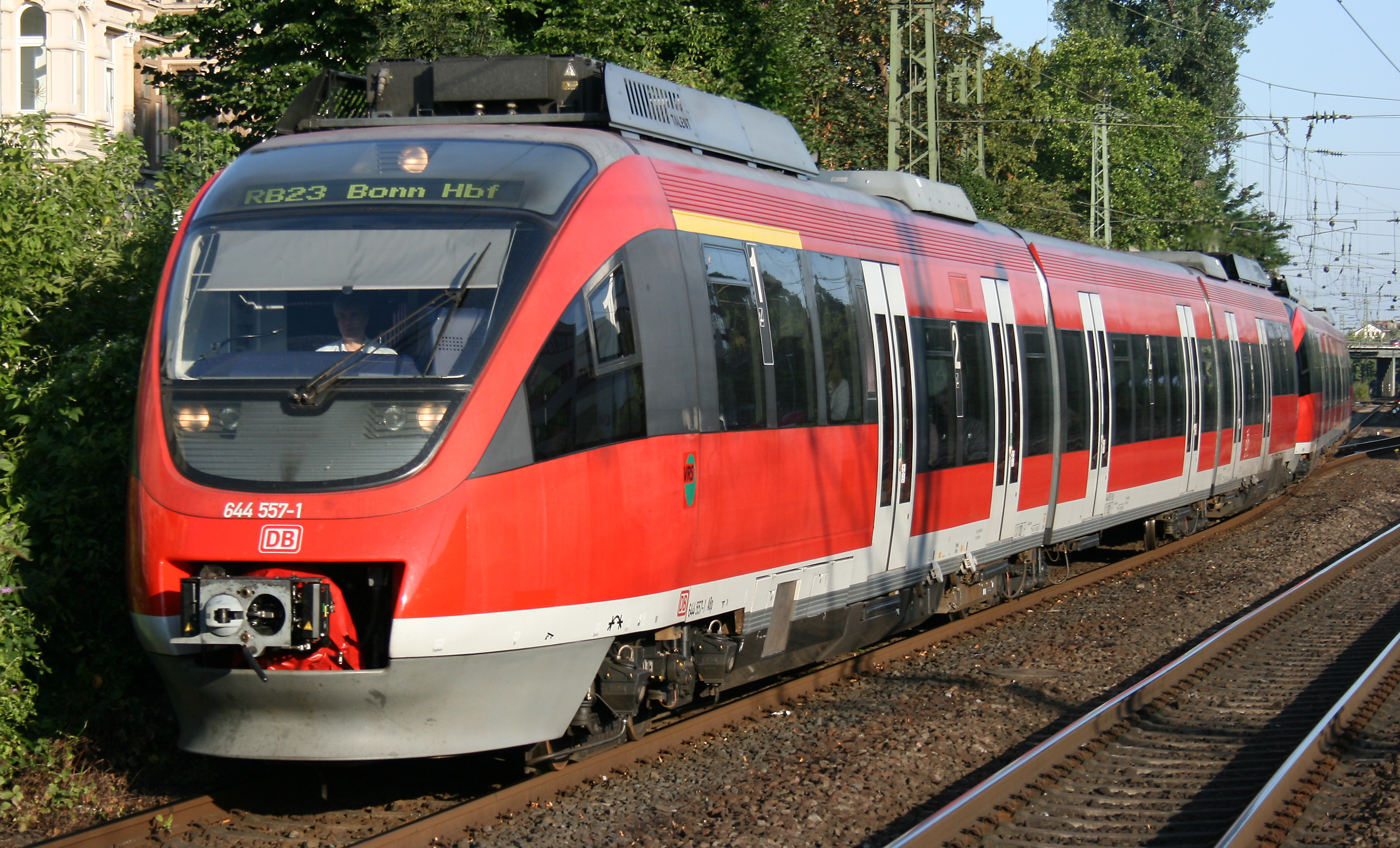
Bombardier Talent

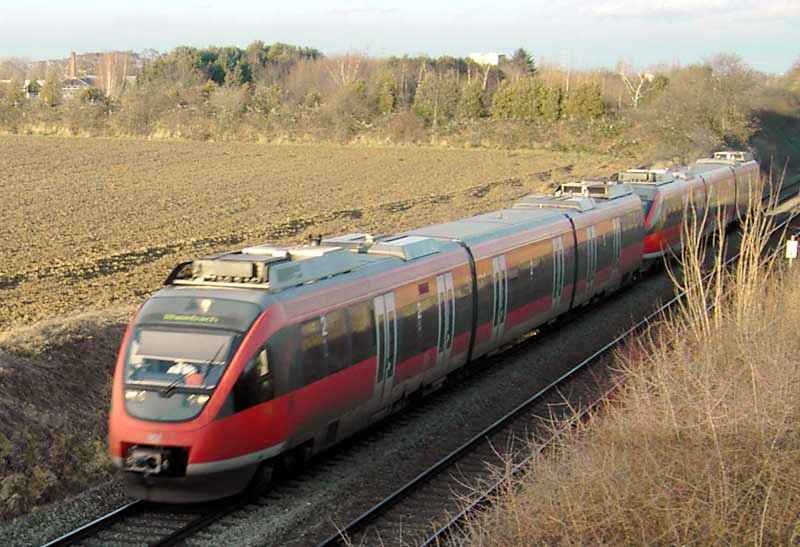
Diesel-elektrický Talent v Německu

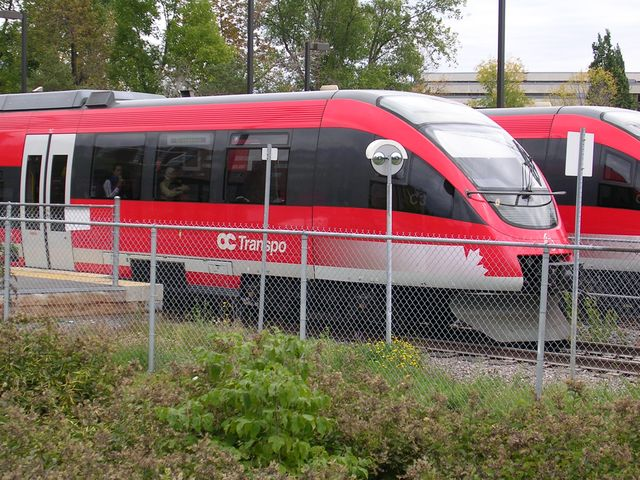
Talent v Kanadě

Talent je obchodní název elektrických a motorových jednotek vyráběných společností Bombardier Transportation, od roku 2021 vlastněnou společností Alstom. Talent byl původně vyvinut firmou Waggonfabrik Talbot v Cáchách krátce předtím, než byla v roce 1995 sloučena se společností Bombardier Transportation. Název Talent je akronym z německého pojmenování Talbot Leichter Nahverkehrs Triebwagen (Talbot, lehký meziměstský motorový vůz). Design souprav navrhl Alexander Neumeister.
Jednotka Talent se vyráběla v několika variantách, včetně vysokopodlažních, nízkopodlažních, diesel-mechanických, diesel-hydraulických, diesel-elektrických, elektrických a naklápěcích. Jedna jednotka se pak může skládat u první verze Talent ze dvou, tří nebo čtyř dílů. Pozdější nástupci Talent 2 a Talent 3 mohli mít až šest dílů. Podobně jako většina jednotek, mohou být Talenty provozovány samostatně nebo spojené s využitím vícečlenného řízení a tvořit tak delší soupravy.
Typický je aerodynamický tvar, boční stěny nejsou svislé, ale oválné a mohou použít i vyvinutou technologii naklápění soupravy, ale ta byla dosud instalována pouze pro norské železnice. Jednotka má poháněné pouze podvozky na koncích kabiny.[ujasnit] Vozy jsou v částech, kde nejsou umístěny motory, nízkopodlažní. 
Prototyp první verze byl představen v roce [994 a první soupravy Talent byly uvedeny do provozu v roce 1996. Jednotky Talent se používají v Německu, Rakousku, Norsku (naklápěcí verze), Slovensku, Švýcarsku, Rumunsku, Maďarsku, Nizozemsku a v Kanadě.
Talenty rakouských železnic zajížděly od roku 2005 i na Slovensko, z Vídně (Wien Südbahnhof) do stanice Bratislava-Petržalka. Vídeňská příměstská linka S7 jezdí z Vídně do Wolfsthalu, v plánu je její prodloužení do Bratislavy.

## Talent 2

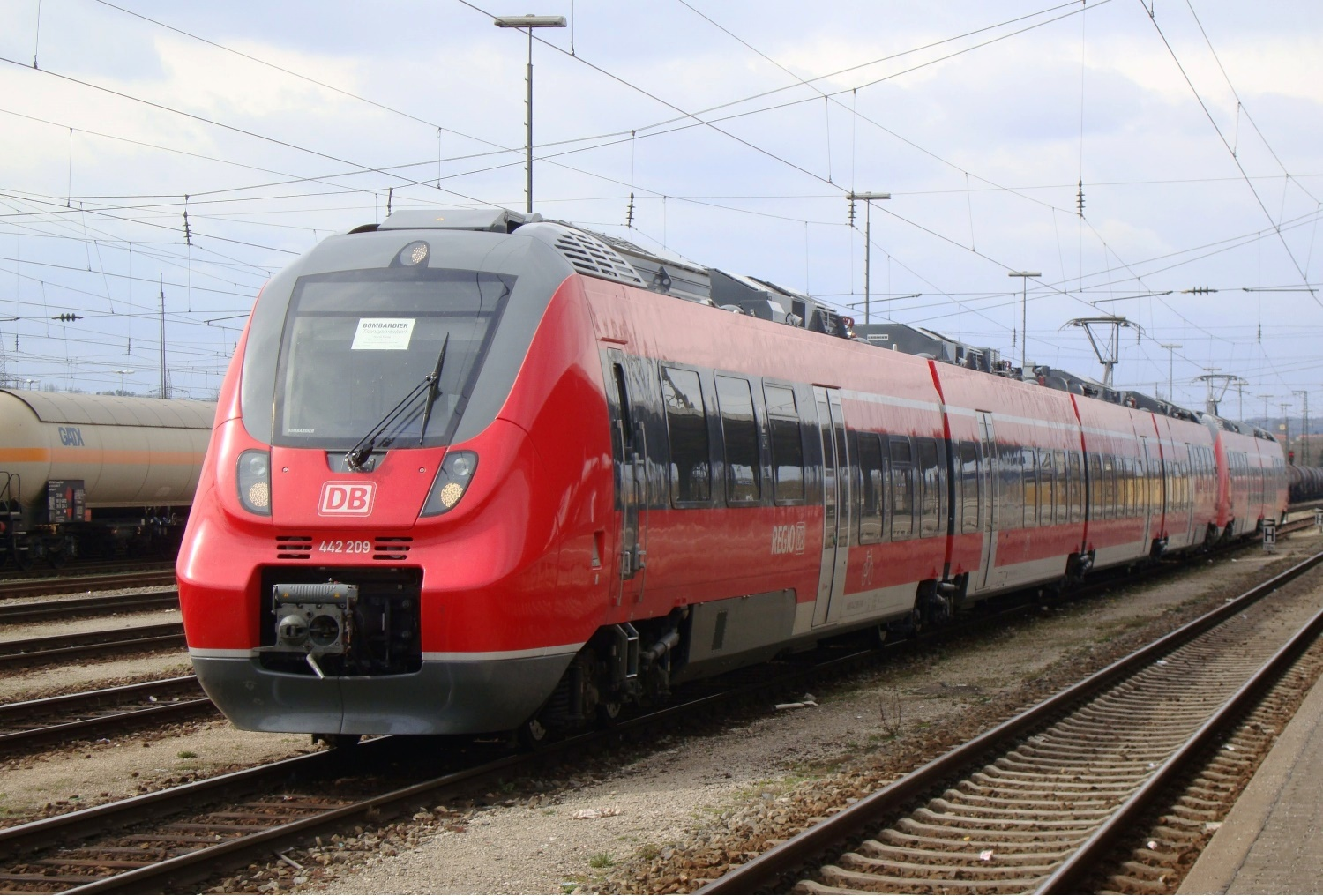
Bombardier Talent 2 na testovací jízdě v Donauwörthu

23. září 2008 byla v Berlíně veřejnosti představena modernizovaná verze Talent 2. Jednotka se vyráběla v letech 2008–2021. Dosahuje maximální rychlosti 160 km/h. Samonosná karoserie je konstruovaná jako lehká ocelová svařovaná konstrukce a byla vyráběna v české pobočce v České Lípě. Pohon Talentu 2 je navržen, aby mohl být nastavitelný na příslušnou délku vlaku. Trakční zařízení je umístěno na dvou koncových vozech s vždy poháněných koncovými podvozky. U čtyř a vícedílných souprav se používají i další hnací podvozky. Čtyřpólové trakční motory s nuceným větráním, každý s trvalým výkonem 380 kilowattů a možností s rychlou akcelarací na výkon 505 kilowattů pocházejí od společnosti Škoda Transportation z Česka.
Společnosti Bombardier Transportation a Deutsche Bahn podepsaly 2. února 2007 rámcovou dohodu o dodání 321 souprav typu označovaného Talent 2, a první jednotky byly dodány v roce 2009.

## Talent 3
Jednotky Talent 3 byly vyráběny v letech 2017–2022. Na rozdíl od předchozího Talentu 2 nejsou jednotky úplně nově vyvinuté, ale spíše je provedena jejich modernizace. Elektrické soupravy lze pro provoz na neelektrizovaných trasách vybavit také akumulátory a palivovými články. Soupravy mohou dosahovat rychlosti až 200 km/h. Vlakové soupravy mohou být vybaveny evropským zabezpečovacím zařízením ETCS. Po převzetí závodu Bombardier Transportation společností Alstom v roce 2021, byl oznámen záměr prodat produktovou platformu Talent 3 španělskému výrobci Construcciones y Auxiliar de Ferrocarriles (CAF) a po schválení Evropskou komisí dne 1. srpna 2022 byl prodej dokončen. CAF získal pouze licenci na design a právo duševního vlastnictví. Továrna v Henningsdorfu a fyzický majetek prodán nebyl.
Jednotky si objednaly rakouské dráhy ÖBB a jihotyrolská dopravní společnost STA pro přeshraniční dopravu mezi Rakouskem a Itálií. V Německu objednaly tyto jednotky společnosti vlexx, SWEG (Südwestdeutsche Landesverkehrs) a SWEG Bahn Stuttgart.

## Provozovatelé
- Německo
  - DB Regio
  - SWEG Südwestdeutsche Landesverkehrs
  - Abelio Rail
  - National Express
  - Cantus Verkehrsgesellschaft
  - vlexx
- Rakousko
  - ÖBB
- Kanada
  - Ottawa O-Train
- Norsko
  - Norges Statsbaner (viz NSB BM93)
    - Nordlandsbanen
    - Raumabanen
    - Rørosbanen
- Maďarsko
  - MÁV-Start
- Švýcarsko
  - BLS Lötschbergbahn
- Rumunsko
  - Transferoviar Cālātori TFC